# R.O.H.A.N
『R.O.H.A.N』（ロハン）は、韓国のYNK GAMESが開発し、韓国・日本で運営されているMMORPG。日本国内ではWeMade Onlineが運営を行う。

## サービス沿革
- 2005年秋 公式サイトが開設され「今冬始動開始」等とティザー
- 2006年03月 公式サイトオープン
- 2006年06月 発表会および第一次クローズドベータテスト実施
- 2006年07月 第二次クローズドベータテスト実施
- 2006年08月 オープンベータテスト実施
- 2006年11月 正式サービス実施、デカン種族実装
- 2007年03月 新生R.O.H.A.N記者発表会
- 2007年04月 新生R.O.H.A.Nフリーテスト開始
- 2007年05月 公式サイトリニューアル、プレイ料金完全無料化発表
- 2007年06月 フリーテスト終了、アイテムモールオープン
- 2007年07月 ダークエルフ実装
- 2007年10月 タウン争奪戦システム実装
- 2007年12月 ウォーシップバトル、チュートリアルゾーン実装
- 2008年02月 ラコンダンジョン5階実装
- 2008年05月 第一回王座戦開催
- 2008年07月 新サーバー「シルバ」オープン
- 2008年09月 生産システム実装
- 2008年11月 渋谷オンラインゲーム体験会実施
- 2008年12月 ジャイアント実装
- 2009年01月 見習いGMサヤッチ登場
- 2009年03月 boopleタイアップスタート
- 2009年04月 スキル仕様変更、ポイントモールオープン
- 2009年07月 モクダック温泉、テーマパークに新コンテンツ追加
- 2010年09月 連合1サーバー、連合2サーバー、シルバサーバー統合
- 2010年10月 大型アップデート「HERO I」実施
- 2010年11月 新サーバー「フロックス」オープン
- 2014年 2月 全サーバー統合実施、統合サーバー化

## あらすじ
万物の根源・主神・オンと母神・エドネは、ロハン大陸と5人の下位神を創造し、大陸を5つに統べる様に分け与えた。5人の下位神達は、それぞれの種族と、各国を守る為の強大な力を持つドラゴンを創造し、異なる種族が互いが交流しない様にした。
ところがある日、空から大規模な流星雨が降って来て、それと同時に主神・オンが消滅、母神・エドネも姿を消して行方不明となる。これに戸惑った下位神は、主神が消滅した原因は、大陸の生命体の増加によるものと考え、彼らは主神を蘇らせる為に、大陸全ての生命体を絶滅させる事を決意したのであった…。

## システム
タウン建設システム（未実装）
条件付きでフィールド上に城などを作れるシステム。ギルド専用のシステム。
リベンジPvPシステム
PvPで負けた場合、一度だけ負けた相手の元へ瞬時に移動することができる。
モンスターキルシステム
モンスターを一定の数倒し続けると、ボーナス経験値を得る。
レベルダウンエンチャントシステム/ステータスダウンエンチャントシステム
レベル制限（ステータス制限）のある装備を、料金（クロン）を支払う事により制限を緩和する事のできるシステム。

## 種族
ヒューマン（声：藤原啓治/川澄綾子）
下位神ロハが知恵の祝福で創り上げた種族。
世襲王権政のデル・ラゴス王国を中心として、多くの聖騎士が輩出されている。
戦闘を通じて信仰心を証明するヒューマン達であるが、多種族に優しく、その文化を受入れることに対する拒絶感が少ない。
エルフ（声：藤原啓治/中原麻衣）
下位神マレアが創り出したロハン大陸の2つ目の種族。
首都であったレゲンをモンスター達に襲われて以来、第2の都ヴェーナを中心に魔法文明を発展させてきた。
彼らは肉体より精神の鍛錬を重視しており、人を癒し、助けることに自分達の魔法を使うのを旨としている。
ハーフエルフ（声：小野大輔/南央美）
主神の消滅後、ドラゴンが下位神によって滅ぼされて以来、ヒューマンとエルフの間に生れたハーフ種族。
両種族から歓迎されないこの種族は、大陸を流浪しながら森の中で狩りをして生活している。そのおかげで弓の扱いにはなれている。
ダン（声：大川透/田中敦子）
クーデターによって大陸の北の島に追いやられたクラウトの支持勢力がその始祖になった種族。
長い間大陸と離れていたため、完全に別の文化を持っている。また生き伸びるため手段を選ばない暗殺術が発達した。下位神ではなく主神オンを奉っている。
デカン（声：中田譲治/田中敦子）
5人の強大なる下位神に滅ぼされたドラゴン達は、最後に自分たちの種を聖地に植え付けた。それにより誕生したのが新たな種族・・・ドラゴンの末裔「デカン」である。
デカンは本来ゼンと呼ばれる特異な武器を扱い戦うが、神に次ぐ強大な戦力をもった先祖ドラゴンの血が覚醒せし時、デカンの本来の力が引き出せるであろう。
ダークエルフ（声：キムジャン/？）
混乱の機運により不安定な魔力を有したエルフが誕生した。それがダークエルフである。
エルフの神聖なる魔法とは違い、禍々しく邪悪な魔力を放つ。
他の種族との馴れ合いを好まないようだが、それはダンとはまた別の意味のようである。
イグニスに国家を築く。
ジャイアント（声：内海賢二/深見梨加）
美しきロハン大陸を護る為に下位神により創られた種族。
ヒューマンと比較すると名前の通り途轍もない巨大な体をしており、素の力も岩石を持ち上げる事も容易い程である。
腕力だけでなく、魔力にも長けている。
一年中雪に覆われたドラットに国家を築いている。

## 日本のR.O.H.A.N関連問題
現時点で正式サービスとなっているのは韓国でのサービスのみであるが、この韓国版においては韓国内大手のRMT企業との提携により、ユーザー間のトレードによるRMT行為を公認している。ただし、これのRMT会社はユーザー間でのRMTを仲介しその仲介手数料で利益を上げるするものであって、日本のオンラインゲームで跳梁跋扈しているような、業者自らが狩りによって通貨を大量生産したり、転売による利ざやを稼ぐ形式でのRMT行為は認めていない。
なお韓国版では、これは管理会社側の主張であるが、RMT行為を管理会社として公認する代りに、システム全体に携帯電話などを用いた極めて厳しい身元認証を導入したところ、中国系のゴールドファーマーがほぼ全滅し、その結果もあり同時接続ユーザー数にして実に30%近い減少が起きたとされる。また、これによりアイテム詐欺行為がほぼ見られなくなるという思わぬ効果も現れたという。
RMTプレイヤーが放っているBOTに対しても、その動きをシステム的に封じ込めるのではなく、一般プレイヤーがBOTプレイヤーを確認する術を用意し、BOTと確認できたプレイヤーを一般プレイヤーが倒すことで経験値を取得できるシステムを導入した（ただし、これについてはBOT利用者がシステムのバグを利用した回避方法を確立してしまっており、現実を見る限りでは成功とは言い難い状態に陥っている）。
日本語版を管理するWeMade Onlineは日本では全面的にRMT禁止としている。
その一方で日本版サーバではクローズドベータテスト時に2006年8月1日よりバカラを使ったカジノシステムが実装された。カジノシステムはオープンベータテスト開始時に削除されたが、正式サービスでは2006年11月22日より再導入されている。
韓国版ではRMT行為を公認した際に、バカラを使ったカジノは韓国の賭博法に抵触するとの指摘を受けて既に廃止されている。
2006年11月にはゲームマスターの立場にある人間がゲームマスター専用の管理ツールを悪用し、自分のプライベートアカウントでレアアイテムを出すボスモンスターを狩っていた不正行為が発覚した。。